# Honda Center
Het Honda Center (voorheen bekend als de Arrowhead Pond van Anaheim) is een overdekte arena in Anaheim, Californië. De arena is de thuisbasis van de Anaheim Ducks van de National Hockey League.
Het bouwwerk dat tijdens de bouw de Anaheim Arena genoemd werd, werd voltooid in 1993 voor een bedrag van US $ 123 miljoen. Arrowhead Water betaalde $ 15 miljoen voor de naamrechten over een periode van 10 jaar in oktober 1993. In oktober 2006 betaalde Honda 60 miljoen dollar voor de naamgevingsrechten gedurende 15 jaar.

## Geschiedenis

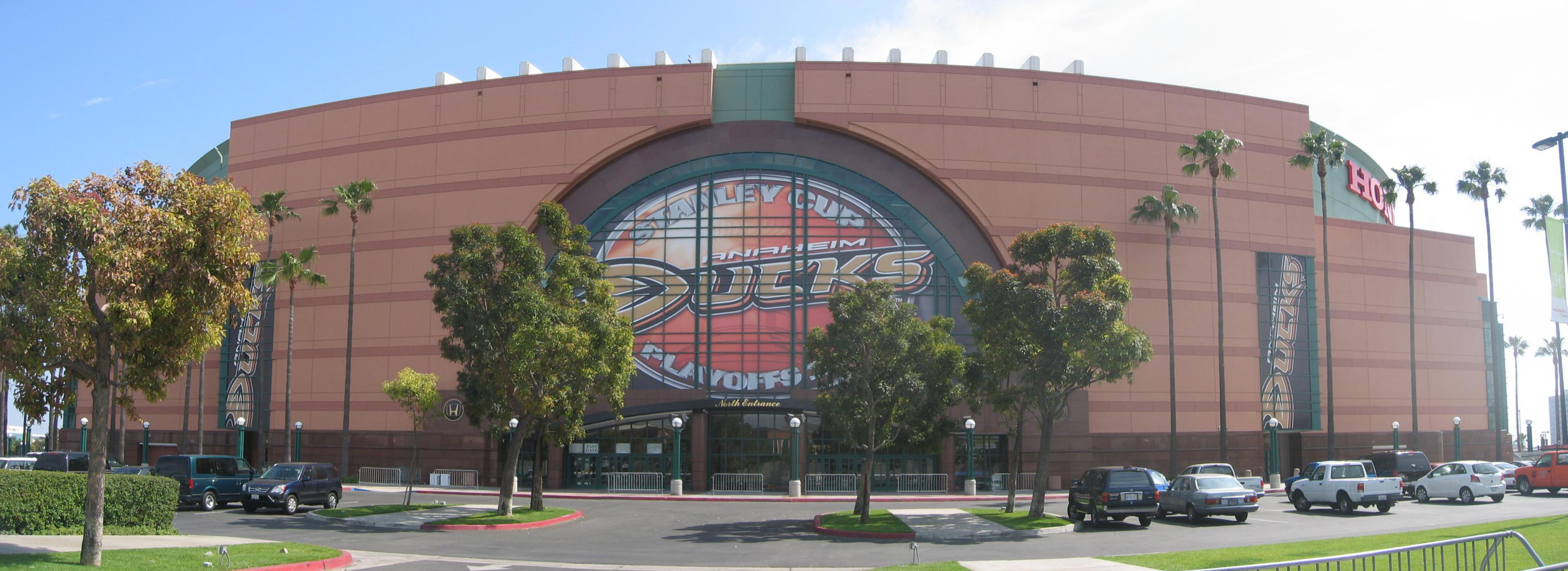
Een panorama van de buitenkant van het Honda Center

De arena werd geopend op 19 juni 1993, met een concert van Barry Manilow als eerste evenement.
Sindsdien heeft het een aantal evenementen georganiseerd, zoals de Stanley Cup Finals van 2003 en 2007.
Honda Center heeft verschillende UFC-evenementen georganiseerd. In 2005 werden er de wereldkampioenschappen badminton gehouden.